# چاکراکوچا (لیما)
چاکراکوچا (به اسپانیایی: Chakraqucha) یک کوه در پرو است که در منطقه لیما واقع شده‌است. چاکراکوچا ۴٬۶۰۰ متر بالاتر از سطح دریا واقع شده‌است.